# Шакяй
 Тази статия е за града в Литва.  За общината вижте Шакяй (районна община).  
Шакяй (на литовски: Šakiai) е град в Мариямполски окръг, югозападна Литва, административен център на районната община Шакяй. Населението му е 5146 души (по приблизителна оценка от януари 2018 г.).
Разположен е на 45 km северозападно от Мариямполе, на 55 km западно от Каунас и на 14 km североизточно от границата с руската Калининградска област. Селището се споменава за пръв път през 1599 година, а през 1776 година получава градски права.